# Pikkusaari (ö och gränsmärke i Ruuhijärvi)
Pikkusaari är en ö i Finland. Den ligger i sjön Ruuhijärvi och i kommunen Esbo men där nordspetsen tangerar ett knä på gränsen till Vichtis kommun, båda i landskapet Nyland, i den södra delen av landet, 26 km nordväst om huvudstaden Helsingfors. Öns area är omkring 20 kvadratmeter och dess största längd är 10 meter i öst-västlig riktning.